# بطولة كاريوكا 1945
بطولة كاريوكا 1945 هو موسم من بطولة كاريوكا. فاز فيه نادي فاسكو دا غاما.